# Boulengerella cuvieri
Espèce
Statut de conservation UICN

NE : Non évalué
Boulengerella cuvieri, communément appelé Characin pic, est une espèce de poissons de la famille des Ctenoluciidae. On le trouve en Amazonie.

## Description
Boulengerella cuvieri peut atteindre une longueur de 88 cm, mais il mesure généralement 32 cm. Il possède 11 rayons mous dorsaux et 49 vertèbres. Il ne possède ni épines anales, ni épines dorsales. Son dos est gris-brunâtre.
Carnivore, il se nourrit généralement de petits poissons et de crustacés.

## Distribution
Boulengerella cuvieri est endémique de l'Amazonie. On le trouve en Bolivie, au Venezuela, au Pérou et au Brésil.